# Museo del Patriarca
Museo del Patriarca – muzeum sztuki znajdujące się w Walencji w Hiszpanii.
Siedzibą muzeum jest Real Colegio Seminario del Corpus Christi. Kolegium założone zostało w 1583 roku przez świętego Juana de Riberrę, który zgromadził duża kolekcję obrazów m.in. dzieła Juana de Juanesa, Campany, Almedina, obrazy El Greca (Alegoria zakonu kamedułów, Pokłon pasterzy, Jan Chrzciciel, Mariano Benlliure i Ribalta. Prócz płócien w kolekcji muzeum znajduje się rękopis Tomasza Mora, w którym opisał swoje losy, w tym pobyt w londyńskim Tower of London, a także instrumenty muzyczne z okresu renesansu.